# Yager Development
Die Yager Development GmbH (Eigenschreibweise: YAGER) ist ein deutscher Entwickler von Computerspielen mit Sitz in Berlin.

## Geschichte
Yager wurde 1999 von Timo Ullmann, Uwe Beneke, Roman Golka, Philipp Schellbach und Mathias Wiese gegründet. Ullmann und andere hatten zuvor bei der Babelsberger Entwicklerfirma Terra Tools gearbeitet, aus der neben Yager auch Radon Labs hervorgingen. Das Unternehmen veröffentlichte zunächst lediglich zwei Spiele. Das Erstlingswerk des Studios, das 2003 erschienene Yager, wurde 2004 in den USA unter dem Titel Aerial Strike: Low Altitude – High Stakes: The Yager Missions veröffentlicht.
Erst etwa neun Jahre später, im Juni 2012, erschien mit Spec Ops: The Line der zweite Titel von Yager Development. Das Spiel wurde international insbesondere für seine ausgeklügelte Handlung und Inszenierung gelobt, die den Spieler wiederholt vor moralisch kritische Entscheidungen stellt. Beim Deutschen Entwicklerpreis 2012 konnte Spec Ops: The Line mit fünf Auszeichnungen die meisten Preise verbuchen, nämlich in der Jury-Kategorie als „Bestes Actionspiel“ und in den Akademie-Kategorien „Bestes Deutsches Spiel“, „Beste Handlung“, „Beste Grafik“ und „Bestes Konsolenspiel“. Zugleich wurde Yager Development als „Bestes Studio“ Deutschlands ausgezeichnet.
Auf der E3 2014 in Los Angeles wurde bekannt, dass Yager anstelle von Techland die Entwicklung von Dead Island 2 übernommen hatte, allerdings entzog Publisher und Rechteinhaber Deep Silver dem Entwicklungsstudio im Juli 2015 wieder die Zuständigkeit. Als Grund wurden Differenzen in der Sicht auf das Spiel angegeben.
Im Dezember 2017 erschien das zusammen mit Six Foot entwickelte Dreadnought für PlayStation 4, Yagers erstes Spiel mit einem Free-to-play-Geschäftsmodell. Es wurde 2018 auch für den PC veröffentlicht. Allerdings blieb das Spiel hinter den Erwartungen zurück und wurde im Juli 2023 wieder eingestellt. Kritik gab es unter anderem an der Ausgestaltung des Free-to-play-Geschäftsmodell. 2018 kündigte Yager einen weiteren Free-to-play-Titel an, den Extraction-Shooter The Cycle. Das Spiel ging 2019 in den Early Access, wurde aber ebenfalls wegen ausbleibendem Erfolgs 2023 wieder eingestellt.
2020 stieg der chinesische Onlinekonzern Tencent mit einer Minderheitsbeteiligung bei Yager ein. Tencent sollte das Studio mit seinen Erfahrungen bei der Positionierung als Free-2-Play-Entwickler unterstützen und den Zugang zum chinesischen Markt öffnen. Im Juni 2021 erwarb Tencent das Studio schließlich vollständig. Als Co-Entwickler unterstützt Yager die ebenfalls zu Tencent gehörenden Studios Funcom und Sharkmob bei ihren jeweiligen Projekten, dem MMORPG Dune: Awakening und dem Extraction-Shooter Exoborne.

## Veröffentlichte Titel
| Erscheinungsjahr | Titel                       | Genre                | Publisher            | Plattformen                                       |
| ---------------- | --------------------------- | -------------------- | -------------------- | ------------------------------------------------- |
| 2003             | Yager                       | Kampf-Flugsimulation | THQ                  | Windows, Xbox                                     |
| 2004             | Aerial Strike: Low Altitude | Kampf-Flugsimulation | Kemco / Dreamcatcher | Windows, Xbox                                     |
| 2012             | Spec Ops: The Line          | Third-Person-Shooter | 2K Games             | Windows, Mac OS X, Linux, PlayStation 3, Xbox 360 |
| 2017             | Dreadnought                 | Kampf-Flugsimulation | Grey Box             | PlayStation 4, Windows                            |
| 2019             | The Cycle: Frontier         | First-Person-Shooter | Yager                | Windows                                           |